# 弗拉基米爾·普京第五次總統就職典禮
弗拉基米爾·普京第五次總統就職典禮於2024年5月7日星期二舉行，此前他在2024年俄羅斯總統選舉中當選。
鑑於選舉舞弊的指控，部分國家選擇不參加就職典禮。烏克蘭甚至明確表示不承認普京為俄羅斯的合法總統。這是在2020年俄羅斯憲法修正案中限定俄羅斯總統只能連任兩屆後普京首個完整任期。按照慣例，預計政府將會總辭。總統向國民發表講話，隨後依照傳統，在克里姆林宮大教堂廣場接受總統衛隊的閱兵儀式。
這次就職典禮有政府官員、總統辦公室、兩院的代表、憲法法院的法官以及中央選舉委員會的成員參加。

## 背景
從1999年底開始，除2008年至2012年間由德米特里·梅德韋傑夫接任外，普京一直擔任俄羅斯總統。官方資料顯示，在2024年的總統選舉中，普京以87.28%的壓倒性多數票勝出。
在就職儀式之後，普京將有資格持續擔任俄羅斯總統直到2030年5月。據國際文傳電訊社報導指，普京在完成他的第五個任期後，將會成為繼伊凡四世和葉卡捷琳娜二世後，俄羅斯歷史上在位最久的領導人。

## 典禮
普京在當日中午時分步入大克里姆林宮聖喬治廳，穿越亞歷山大廳，來到安德烈廳，在此他向憲法宣誓就職。這一典禮由包括塔斯社在內的俄羅斯媒體進行現場轉播。
在進行宣誓儀式後的發言中，普京對俄羅斯各地區及「捍衛我們自古以來的領土與祖國同在之權利」的居民表達感謝。他也對參與「特別軍事行動」的人員以及所有投身於這場鬥爭的人表示敬意。普京宣稱，國家體制必須變得更加靈活，但同時要確保「發展的穩定性」。他將最近總統選舉的結果視為「數百萬人的共同意志」和「巨大的力量」。
普京特別強調選舉結果，指出俄羅斯公民確認國家方針的正確性。他特別指出，在國家面對嚴峻挑戰的當下，這一點尤其重要。普京還提到，俄羅斯正處於發展的關鍵時期，其目標之一是維護國家的持續存在。他確信，支持家庭價值和傳統將會聯合政府的各個層面。
普京還提到，俄羅斯並未拒絕與西方進行對話，並表示有望重新開始包括安全和戰略穩定在內的討論。他強調，穩定不應該被誤解為停滯，而國家和社會體制應保持靈活，以支持創新和進步。
普京的第五次就職典禮與2018年第四次就職典禮有著相似之處。如同6年前，普京乘坐Aurus Senat豪華轎車抵達大克里姆林宮。不過，這次隨駕的是同一品牌電動摩托車。典禮中，鏡頭首先展示普京坐在克里姆林宮第一大樓辦公室的辦公桌後，接著他穿過克里姆林宮的長廊，期間停下來檢視掛在牆上的畫作。總統演講以演唱米哈伊爾·格林卡作品《為沙皇而生》中的歌劇片段〈榮耀〉作為結尾。隨著音樂，從克里姆林宮堤防上的ZiS-3加農炮開始燃放禮炮，其中一棵樹在此過程中損毀。
儘管就職典禮的細節有所變化，但整體的隆重氣氛和象徵意義仍然保持不變。普京的第五次就職典禮確認他長期擔任俄羅斯總統的地位，而這一切都是在俄羅斯國內政治的重重限制和外部衝突持續不斷的大背景下發生。
普京宣誓就職後，俄羅斯聯邦政府宣佈總辭，普京需要指派一位新的俄羅斯總理。預計國家杜馬將在5月10日確認他的人選。

## 嘉賓
在就職典禮上，俄羅斯聯邦政府成員、俄羅斯總統辦公廳成員、俄羅斯聯邦會議議員、俄羅斯憲法法院法官和俄羅斯中央選舉委員會成員都有出席。俄羅斯總理米哈伊爾·米舒斯京、俄羅斯國防部長謝爾蓋·紹伊古、莫斯科市長謝爾蓋·索比亞寧、車臣共和國首腦拉姆贊·卡德羅夫以及其他俄羅斯官員和地區領袖均到場。典禮的賓客還包括被稱為「外科醫生」的摩托車手亞歷山大·扎爾多斯塔諾夫、美國演員史蒂芬·席格和歌手Shaman。在講台上，與普京並肩站立的是俄羅斯憲法法院院長瓦列里·佐爾金，以及國家杜馬和聯邦委員會的主席維亞切斯拉夫·沃洛金和瓦蓮京娜·馬特維延科。

### 外國代表
5月6日，俄羅斯總統助理尤里·烏沙科夫在一場新聞簡報中向記者們透露，已向駐莫斯科的所有外國大使發出了正式邀請，邀請他們參加即將到來的就職典禮。俄羅斯副外交部長謝爾蓋·里亞布科夫在接受第一頻道的採訪時，提到邀請那些不友好國家的大使參加是一個複雜的決策，但他強調這代表莫斯科向這些國家發出的明確信號。里亞布科夫還表示，那些選擇不派遣外交官參加就職典禮的國家做法「小氣」。
亞美尼亞總理尼科爾·帕希尼揚表示，他並未收到報導中提到的邀請。立陶宛外交部長加布里埃盧斯·蘭茲伯吉斯表示：「我們相信，必須持續孤立俄羅斯及其犯罪領袖⋯⋯對立陶宛而言，參加普京的就職典禮是不可接受的。⋯⋯我們的優先事項仍然是支持烏克蘭及其人民，他們正在抵抗俄羅斯的侵略。」
在西方世界，2024年俄羅斯總統選舉被視為缺乏自由和公正。美國、英國、加拿大以及大部分歐洲國家決定不派代表參加就職典禮。美國國務院發言人馬修·米勒表示：「我們不會有代表出席他的就職典禮。」當被問及美國抵制這一典禮是否意味著其認為普京是非法總統時，米勒表示：「選舉不公，但他仍然是俄羅斯的統治者。」
歐洲議會通過一項建議性決議，將選舉結果定義為不合法和非民主，並呼籲歐盟成員國不要承認普京為合法總統。來自歐盟的六個國家——法國、匈牙利、斯洛伐克、希臘、馬耳他和塞浦路斯的代表出席就職典禮。在典禮前夕，比利時原本也打算派出代表，但到了5月7日的早晨，消息指出比利時的代表將不會參加就職典禮。
烏克蘭外交部發表聲明，不承認普京是由民主選舉產生的合法總統。